# شا تین
شا تین (به لاتین: Sha Tin) یک محله در چین است که در Sha Tin District واقع شده‌است. شا تین ۳۵٫۸۷ کیلومتر مربع مساحت و ۶۳۰٬۰۰۰ نفر جمعیت دارد.